# Internet Routing in Space
Internet Routing in Space (IRIS) est un programme de développement d’un routeur Internet durci contre les radiations, conçu par Cisco Systems pour une utilisation à bord de satellites et de véhicules spatiaux. Il s’agit d’un successeur du routeur CLEO dans l’espace, déployé précédemment sur le satellite UK-DMC.
Le routeur spatial de Cisco a été lancé en orbite géostationnaire en novembre 2009 à bord du satellite Intelsat 14 (IS-14), une plateforme construite par Space Systems/Loral pour l’opérateur Intelsat.
Le projet IRIS a été évalué par le Département de la Défense des États-Unis dans le cadre d’une démonstration technologique de capacités conjointes (Joint Capabilities Technology Demonstration ou JCTD). Le routeur embarqué exécute le système d’exploitation Cisco IOS et inclut également une radio logicielle (software-defined radio) capable de prendre en charge différents modems satellites.
Le routeur spatial permet de faire transiter directement du trafic IP à bord du satellite, ce qui autorise les utilisateurs d'applications Web, VoIP ou autres services IP à communiquer sans devoir effectuer une double transmission via une station terrestre. L’évitement de ce double saut permet de réduire la latence, qui est d’environ 250 ms pour les satellites géostationnaires. Cette réduction de la latence est cruciale pour les applications en temps réel, telles que la visioconférence.
Elle permet aussi de réduire les coûts d’utilisation des transpondeurs satellites. Le routage IP à bord, via le logiciel Cisco IOS et la radio logicielle intégrée, offre une plus grande flexibilité, un débit amélioré, ainsi que la possibilité de configurer dynamiquement la bande passante selon les besoins entre utilisateurs dans différentes régions géographiques, en particulier celles peu desservies par les réseaux de fibre optique.
IRIS constitue un exemple de charge utile hébergée, une méthode consistant à intégrer des composants secondaires sur un satellite principal afin de réduire les coûts de lancement.